# Alba Flores

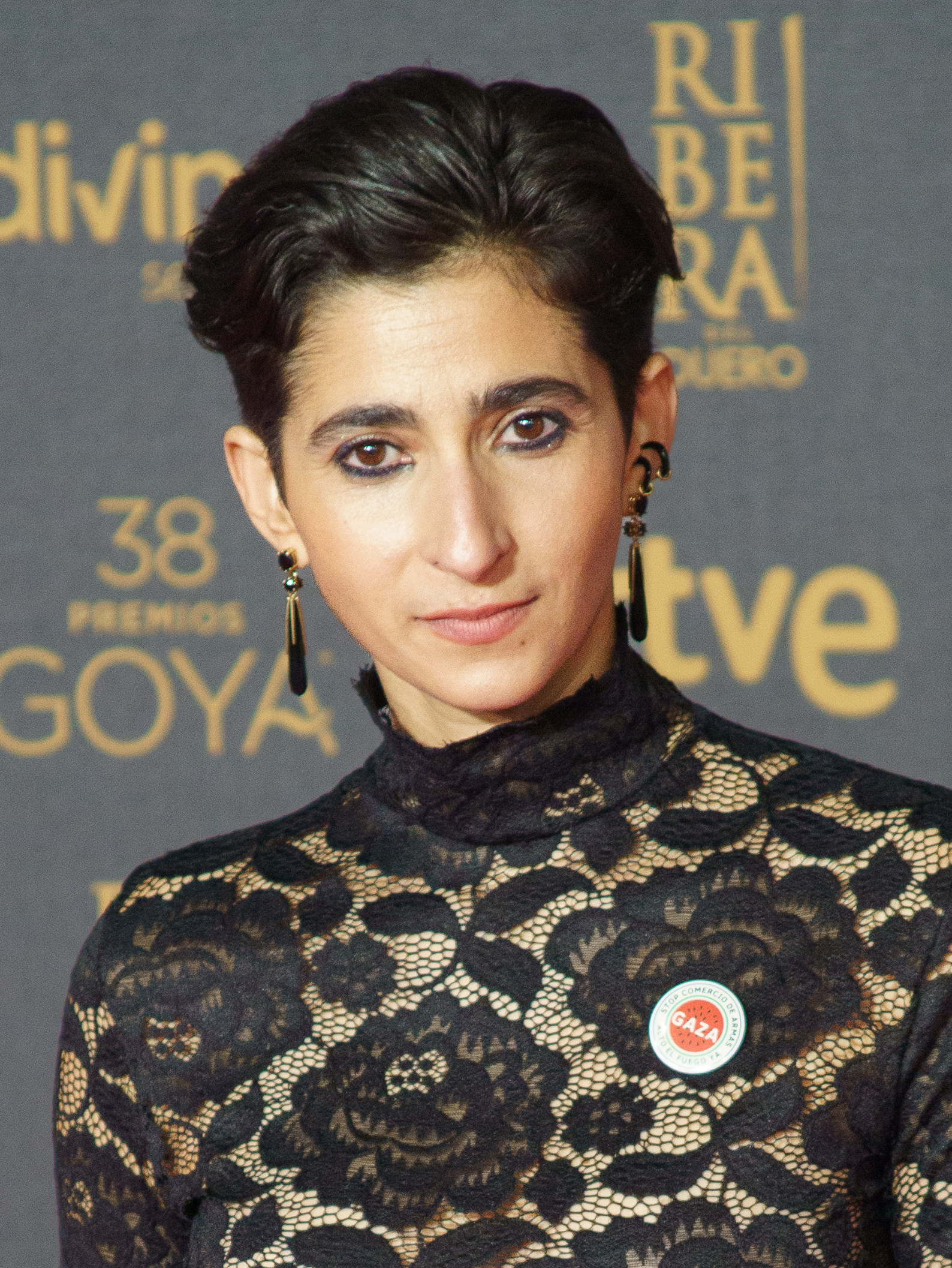
Alba Flores (2024)

Alba Flores (* 27. Oktober 1986 in Madrid als Alba González Villa) ist eine spanische Schauspielerin.

## Biografie

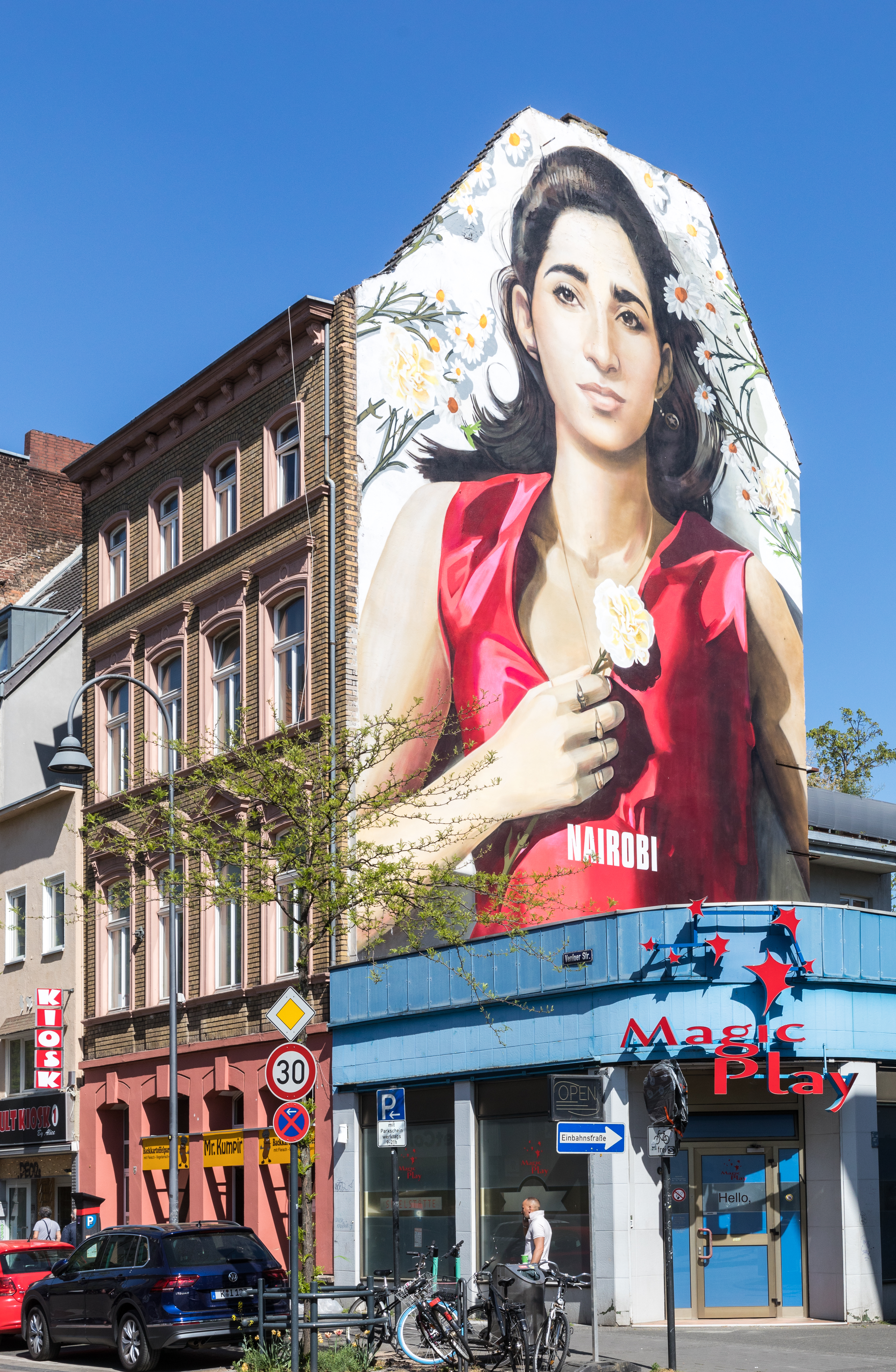
Alba Flores in ihrer Rolle als Nairobi von der Serie Haus des Geldes in der Venloer Straße 274, Köln-Ehrenfeld

Alba studierte ab dem Alter von 13 Jahren Dramaturgie mit Nebenfach Klavier. In ihrer kurzen Karriere als Bühnenkünstlerin trat sie in mehreren Rollen auf, u. a. in Luna de miel en Hiroshima („Flitterwochen in Hiroshima“) (2005) und einer Roma-Version von Ein Sommernachtstraum (2007).
2005 gab Alba ihr Filmdebüt mit Chus Gutiérrez’ El calentito. Im Fernsehen nahm sie erstmals 2006 an einer Folge der Serie El comisario teil, 2008 spielte sie eine Rolle in der Serie El síndrome de Ulises.
2009 nahm sie den Song ihres Vaters, No puedo enamorarme de ti, für den Soundtrack des Films Al final del camino von Roberto Santiago auf.
Ab 2013 spielte sie die Hauptrolle der marokkanischen Dienerin Jamila in der Serie El tiempo entre costuras, die nach dem spanischen Bürgerkrieg in Spanien und den nördlichen Protektoraten in Marokko spielt. Es folgte ein Auftritt in der RTVE-Serie Cuéntame cómo pasó. 2015 spielte sie in der Serie Vis a vis das Roma-Mädchen Saray Vargas, das wegen Mordes zu fünf Jahren Gefängnis verurteilt wird. In der von Netflix produzierten Serie Haus des Geldes spielte sie die Rolle der Nairobi, mit der sie internationale Bekanntheit erlangte.

### Familie
Alba Flores ist die einzige Tochter des 1995 verstorbenen Musikers und Komponisten Antonio Flores und der Theaterproduzentin Ana Villa. Sie ist die Enkelin von Lola Flores, Nichte der Sängerinnen Lolita Flores und Rosario Flores, Cousine der Schauspielerin Elena Furiase.

## Filmografie (Auswahl)
- 2005: El calentito
- 2006: El comisario (Fernsehserie, Folge 9x23)
- 2008: El síndrome de Ulises (Fernsehserie, Folge 2x01)
- 2013: Vicente Ferrer
- 2013: El tiempo entre costuras (Fernsehserie, 5 Folgen)
- 2014: Cuéntame cómo pasó (Fernsehserie, Folge 15x17)
- 2015–2019: Vis a vis (Fernsehserie, 40 Folgen)
- 2015: Was bleibt, ist die Erinnerung (La memoria del agua)
- 2017–2021: Haus des Geldes (La casa de papel, Fernsehserie, 34 Folgen)
- 2020: Vis a Vis: Das Oasis (Vis a Vis: El Oasis, Folge 1x08)
- 2021: Las cartas perdidas
- 2021: Mein queeres Leben (Maricón perdido, Fernsehserie, 4 Folgen)
- 2022–2023: Heilige Familie (Sagrada familia, Fernsehserie, 16 Folgen)
- 2023: Te estoy amando locamente
- 2023: Romancero (Fernsehserie, 6 Folgen)
- 2025: Punto Nemo (Fernsehserie, 6 Folgen)

## Auszeichnungen (Auswahl)
Premio Feroz
- 2017: Nominiert als beste Nebendarstellerin in einer Serie (Vis a vis)
- 2018: Nominiert als beste Nebendarstellerin in einer Serie (Haus des Geldes)
- 2020: Nominiert als beste Nebendarstellerin in einer Serie (Haus des Geldes)

Premio Ondas
- 2015: Beste Hauptdarstellerin (Vis a vis)

Preis der spanischen Schauspielerunion
- 2016: Nominiert als beste Nebendarstellerin – TV (Vis a vis)
- 2017: Beste Nebendarstellerin – TV (Vis a vis)
- 2018: Nominiert als beste Nebendarstellerin – TV (Haus des Geldes)
- 2019: Nominiert als beste Hauptdarstellerin – TV (Haus des Geldes)
- 2020: Nominiert als beste Hauptdarstellerin – TV (Haus des Geldes)
- 2024: Nominiert als beste Darstellerin in einer kleinen Rolle – TV (Romancero)